# 4556 Gumilyov
4556 Gumilyov eller 1987 QW10 är en asteroid i huvudbältet som upptäcktes den 27 augusti 1987 av den rysk-sovjetiska astronomen Ljudmila Karatjkina vid Krims astrofysiska observatorium på Krim. Den är uppkallad efter den ryske poeten Nikolaj Gumiljov.
Asteroiden har en diameter på ungefär fem kilometer.